# Osklepki

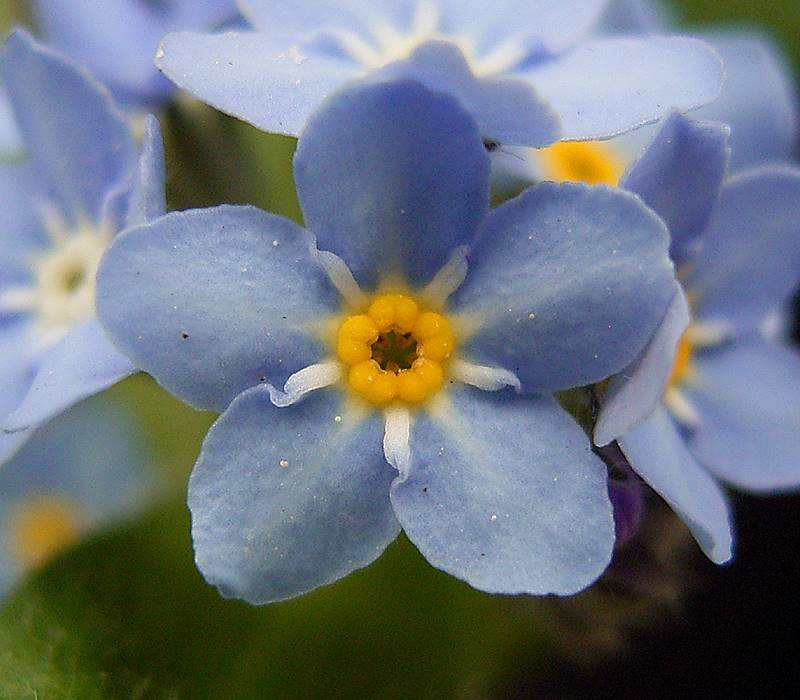
Pięć żółtych osklepek przy wlocie rurki korony niezapominajki leśnej

Osklepki (łac. fornices, ang. throat scales) – wyrostki (przeważnie łuskowate), zamykające wlot do gardzieli w kwiatach niektórych gatunków roślin. Występują np. w rodzinie ogórecznikowatych (Boraginaceae).